# Brooklynn Prince
Brooklynn Prince (Dallas, 4 mei 2010) is een Amerikaans actrice. Ze speelde in enkele televisie-reclames, tot ze de hoofdrol kreeg in The Florida Project, een docu-drama over kansarme bewoners in de buurt van het Amerikaanse Disneyworld, een rol waarvoor ze een Critics' Choice Award won.
In 2020 deed ze de opnames van de Apple TV+-serie Home Before Dark, toen de Covid-pandemie de opnames stillegde.

## Filmografie
- The Florida Project, hoofdrol
- The Turning, hoofdrol
- The Lego Movie 2: The Second Part, stem van Bianca
- The Angry Birds Movie 2, stem van Zoe

## Prijzen
- 23e Critics' Choice Awards - Beste jonge actrice, 2018[4]

- Gemeinsame Normdatei: 1166168611
- Library of Congress Control Number: no2018036891
- Nationale Bibliotheek van Israël: 987007407465005171
- Système universitaire de documentation: 227082192
- Virtual International Authority File: 2749152200781314400009
- WorldCat: E39PBJqbmFTxWk4Vt68KqcDTHC